# Лијеви Штефанки
Лијеви Штефанки су насељено место у општини Покупско, у Туропољу, Хрватска. До нове територијалне организације у Хрватској место је припадало бившој великој општини Велика Горица.

## Становништво
На попису становништва 2011. године, Лијеви Штефанки су имали 218 становника.

## Попис1991.
На попису становништва 1991. године, насељено место Лијеви Штефанки је имало 335 становника, следећег националног састава:
| Попис 1991.‍  | Попис 1991.‍  | Попис 1991.‍ | Попис 1991.‍ | Попис 1991.‍ |
| ------------ | ------------ | ----------- | ----------- | ----------- |
|              |              |             |             |             |
| Хрвати       | Хрвати       |             | 328         | 97,91%      |
| остали       | остали       |             | 1           | 0,29%       |
| неопредељени | неопредељени |             | 1           | 0,29%       |
| непознато    | непознато    |             | 5           | 1,49%       |
| укупно: 335  |              |             |             |             |